# Penttisensaari
Penttisensaari är en ö i Finland. Den ligger i sjön Puula och i sjön Puula och i kommunen Kangasniemi i den ekonomiska regionen  S:t Michel och landskapet Södra Savolax, i den södra delen av landet, 210 km norr om huvudstaden Helsingfors. Öns area är 15,4 hektar och dess största längd är 0,7 kilometer i öst-västlig riktning.